# 棘腕筋
棘腕筋（きょくわんきん）は、背部の筋肉のうち、背部浅層にある筋肉の総称。棘腕筋は浅背筋とも呼ばれ、全てが背部の骨格から起こり、上肢との機能的関連を持つ筋群である。
棘腕筋に属する筋は、僧帽筋、広背筋、菱形筋、肩甲挙筋である。